# ファヒータ

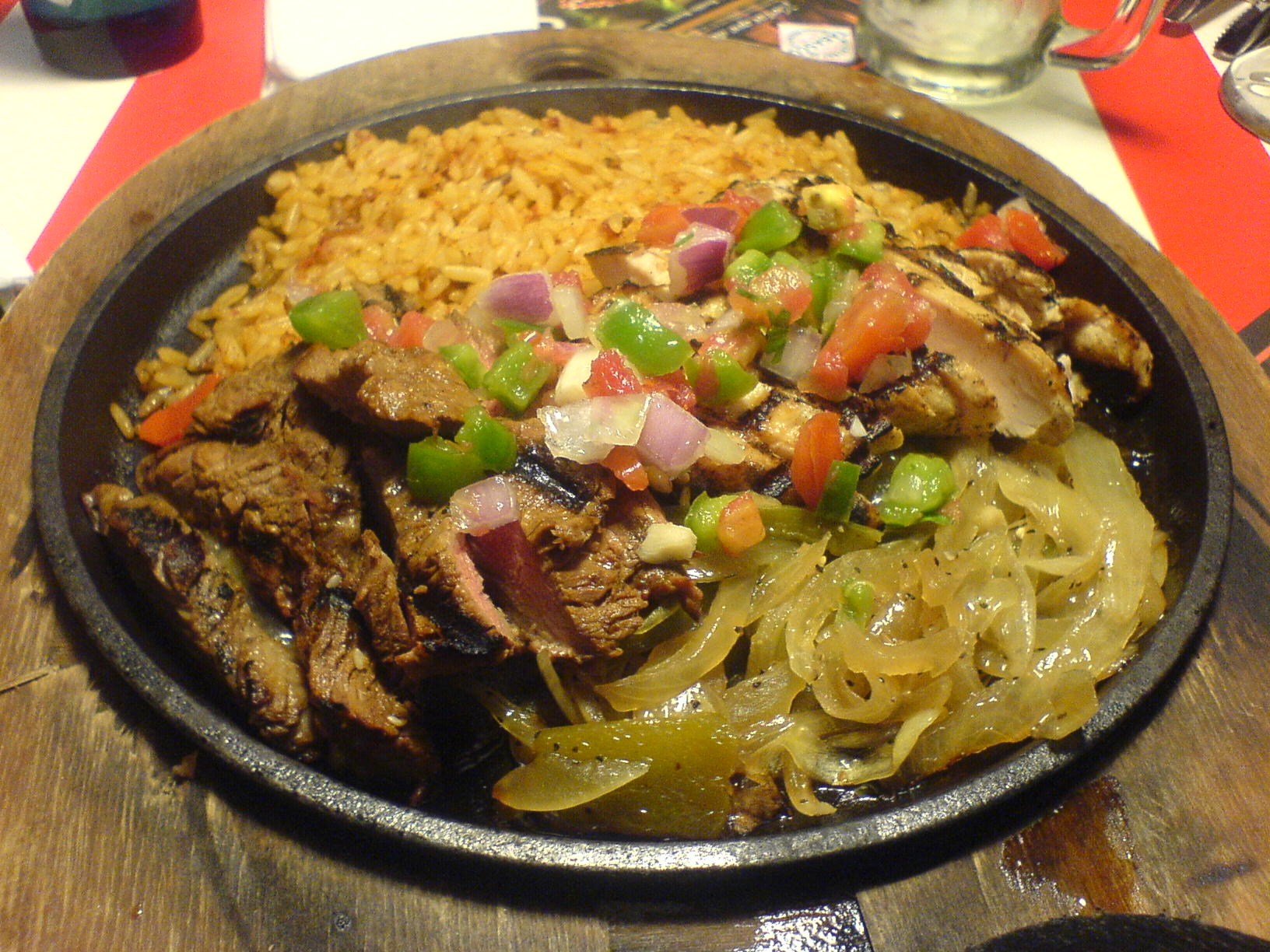
鉄鍋で供される牛肉と鶏肉のファヒータ。

ファヒータ（スペイン語：Fajita）は、テクス・メクス料理において主に小麦のトルティーヤに乗せて供される、グリルした肉料理の総称である。元来はグリルした牛肉のスカート（ハラミ、横隔膜）のみを示していたが、、今では牛肉の他の部位や鶏肉、豚肉、エビも使われる。レストランでは、肉を通常タマネギとピーマンと共に鉄板で焼く。細切りレタス、サワークリーム、ワカモレ、サルサ、ピコ・デ・ガヨ、おろしたチーズ、およびトマトをつけあわせることが多い。

## 語源
スペイン語のファヒータ（fajita）は、「帯」、「ガードル」または「ベルト」を意味するファハ（faja）の縮小辞である。テキサス州とメキシコ国境沿いの肉屋はスティアー（去勢した若牡牛）の横隔膜をファヒータと呼ぶ。1930年代前半にメキシコ人の牧場労働者が牛肉のこの部位をつけあわせと共にトルティーヤに包んで食べていたという調査研究があるが、オックスフォード英語辞典によると、1971年以前にfajitaが印刷物に登場した記録は発見されていない。1980年にアメリカ合衆国南西部で出版されたメキシコ料理本にも、ファヒータのレシピはない。1975年、テキサス州の地方新聞に、ファヒータの新聞広告が掲載され始めた。

## スカート（ハラミ）
牛肉のスカート（ハラミ、横隔膜）部位は、ファヒータの材料として今なお一般的である。ファヒータにはこの部位のみを使用するべきで、他の肉を使用した場合は別の料理になるという厳格な意見もある。いずれにしても、ファヒータは牛肉のこの部位の用語から転じて、鉄板で焼く調理法（例えば鶏肉を使うとチキン・ファヒータ）を示すようになった。

## 歴史
1969年に、テキサス州カイルの週末行事でサニー・ファルコン（Sonny Falcon）により初めてファヒータが販売されたと言われている。彼はまたロデオ会場や品評会、野外イベントでもファヒータを販売した。オースティンの記者が彼を「ファヒータ・キング」と名付け、ファルコンは後にこの名称を商標登録した。

## アメリカ合衆国での普及
ファヒータは、テキサス州ヒューストンおよびサンアントニオの「ニンファズ」 (Ninfa's) や他のメキシコ料理やテクス・メクス料理レストランで人気となった。ニンファズでは、初めこの料理をタコス・アル・カルボン（tacos al carbon）、次にタコス・ア・ラ・ニンファ（tacos a la Ninfa）と呼んでいた。アリゾナ州南部では、1990年代にメキシコ料理のファストフードレストランが「ファヒータ」を宣伝するまでは肉の部位以外の意味では知られていなかった。

## 食べ方

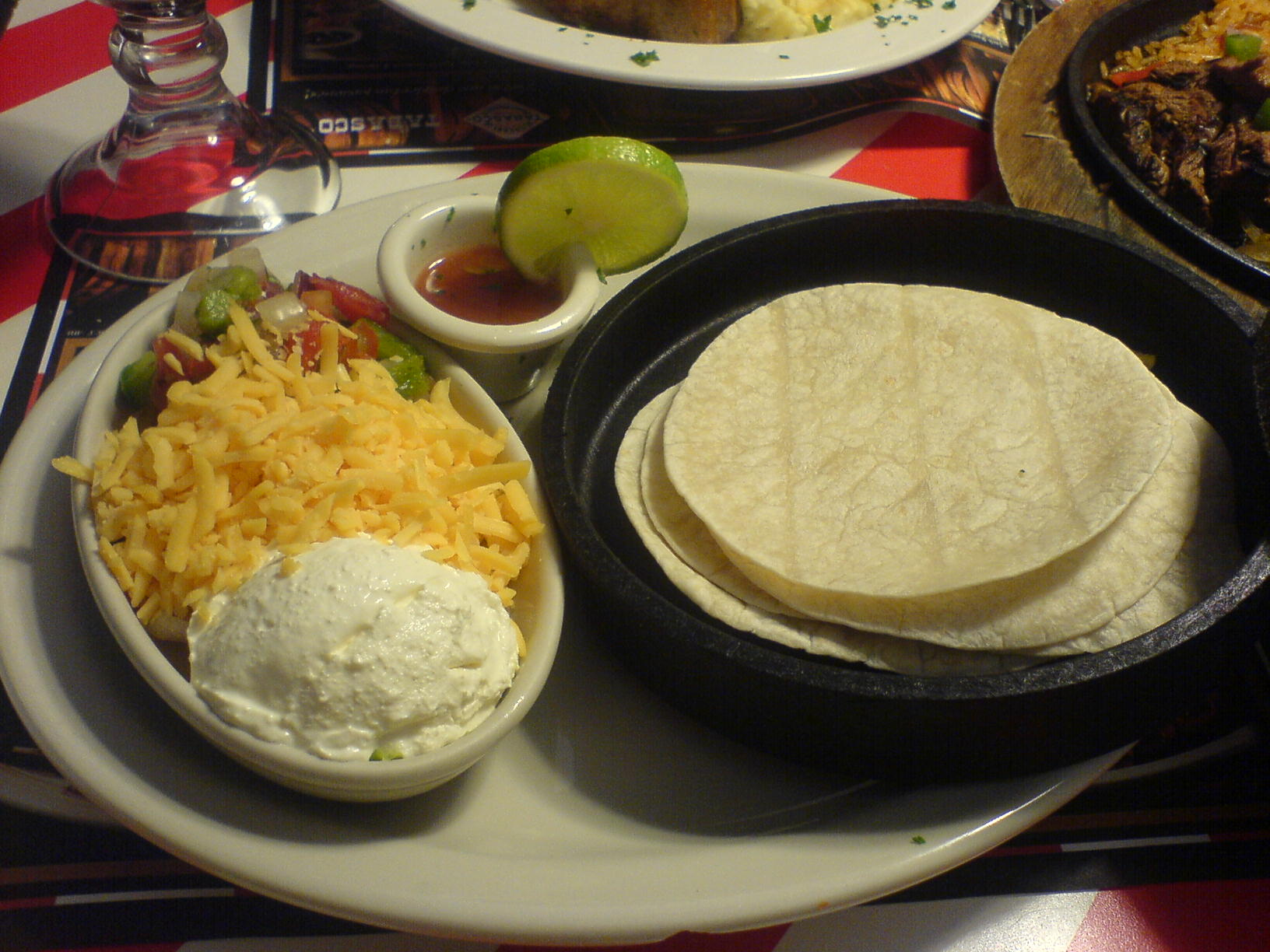
薬味とトルティーヤ。

多くのレストランでは、ファヒータの肉はピーマンとタマネギの細切りと共に鉄板や浅い鉄鍋でグリルされ、ジュージューと音の立てている熱いうちにテーブルに運ばれる。トルティーヤとつけあわせが添えられ、客はトルティーヤで肉やつけあわせを包み、タコス状に巻いて食べる。このスタイルは、テキサス州オースティンのハイアットリージェンシーのレストラン、「ラ・ビスタ」（La Vista）のシェフ、ジョージ・ワイドマン（George Weidmann）が考案した。